# وكالة الفضاء والطيران السورية
وكالة الفضاء والطيران السورية هي منظمة مخصصة لاستكشاف الفضاء، تُديرها الحكومة ويُشرف عليها وزير الاتصالات والتقانة السوري، إياد محمد الخطيب.

## تاريخ
- في 18 مارس 2014، وبعد ثلاث سنوات من الحرب الأهلية السورية، أعلنت الحكومة إنشاء وكالة الفضاء والطيران السورية.[2]
- في 19 أغسطس 2016، وقّعت الحكومة السورية والحكومة الروسية اتفاقية للتعاون في مجالات أبحاث الفضاء والاستشعار عن بعد. ووقّعها عن الجانب السوري مدير عام هيئة الاستشعار عن بعد الدكتور أسامة عمار وعن الجانب الروسي إيجور كوماروف رئيس وكالة الفضاء الاتحادية الروسية.[3]
- في 11 ديسمبر 2018، صرّح وزير الاتصالات والتكنولوجيا السوري إياد الخطيب، خلال زيارة لمنشآت الأبحاث الفضائية، بأنه "يجب وضع خارطة طريق لبرنامج الفضاء السوري، وإطلاق أول قمر صناعي في المدار الأرضي، أسوة ببقية الدول العربية".[4][5]